# Cuon alpinus dukunensis
O Dhole-indiano(Cuon alpinus alpinus) é uma subespécie do cão-selvagem-asiático nativa do Leste Asiático. Por conta da ampla distribuição geográfica, a variante recebe também outros nomes tais como: dhole-chinês, dhole-do-sul, dhole-asiático-oriental. É também nativo da China, e também é acreditado existir na Mongólia e no Extremo Oriente Russo, mas está provavelmente bem próximo da extinção nestas zonas.

## Características
Trata-se de uma subespécie de porte mediano a grande, com a média conhecida sendo de 15,5 quilogramas, com medidas maiores sendo conhecidas. Respectivamente, as maiores fêmeas pesavam algo como 17,6 quilogramas enquanto os machos utrapassavam os 20 kg.
O dhole indiano é a subespécie mais estudada e conhecida da espécie, assim como é presumido ser a maior subespécie dentre as existentes na espécie "Cuon Alpinus"

## Biologia

### Comportamento social
Os dholes são tão sociáveis quanto os lobos e os mabecos, e possuem a hierarquia de dominância menos rígida entre os canídeos. Ao contrário dos demais integrantes da família, os dholes vivem em clãs não em matilhas. Também são menos territoriais que outras espécies. Os clãs normalmente tem de 5 a 10 indivíduos, mas podem exceder os 40. Na Tailândia, os clãs raramente passam de 3 indivíduos. 

### Alimentação

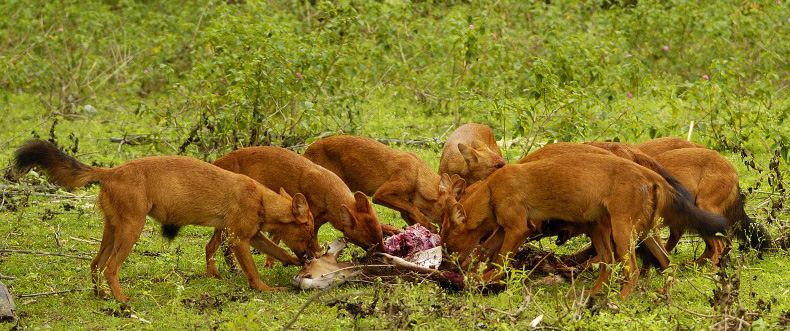
Matilha de Dholes se alimentando de um chital na Índia, 2012.

os dholes possuem uma dieta bastante diversificada, se alimentando normalmente de chitais e veados-samba com grande frequência, como as outras subespécies de dholes eles não matam sua presa durante o ataque, pois o ataque normalmente é para dominarem a presa e por fim estripa-la tendo como resultado a morte da presa.
Também alimentam-se de roedores e inseto, mas também podem caçar outros predadores tais como a bem menor raposa-de-bengala apesar de possivelmente, suas interações hostis serem derivadas de atos de extermínio de competição.
São caçadores ousados, é sabido que grandes matilhas tendam a se alimentar de várias das grandes espécies herbívoros de seu ecossistema. Dentre as quais cabe-se citar os nilgó, porco-montês, búfalo-d'água-selvagem e o búfalo-d'água-doméstico. Mesmo os imensos gauros-indianos não estão insentos de serem caçados, é conhecido que em certas regiões da índia estes bovídeos representam cerca de 5.06% da dieta total da espécie.

### Inimigos
Os dholes como macro-predadores, possuem uma pequena variedade de competições a altura. Apesar que indivíduos solitários competem por recursos com as raposas-indianas e podem competir de forma hostil com chacais-dourados. Em áreas onde são simpátricos, os canídeos tendem a variar na seleção de presas, optando por espécies menores do que normalmente é preferido pelos tigres, de forma a evitarem competir com o predador maior. Isto os leva a competir de forma direta com os leopardos, isto leva a uma atitude mais antagônica das duas espécies entre si.

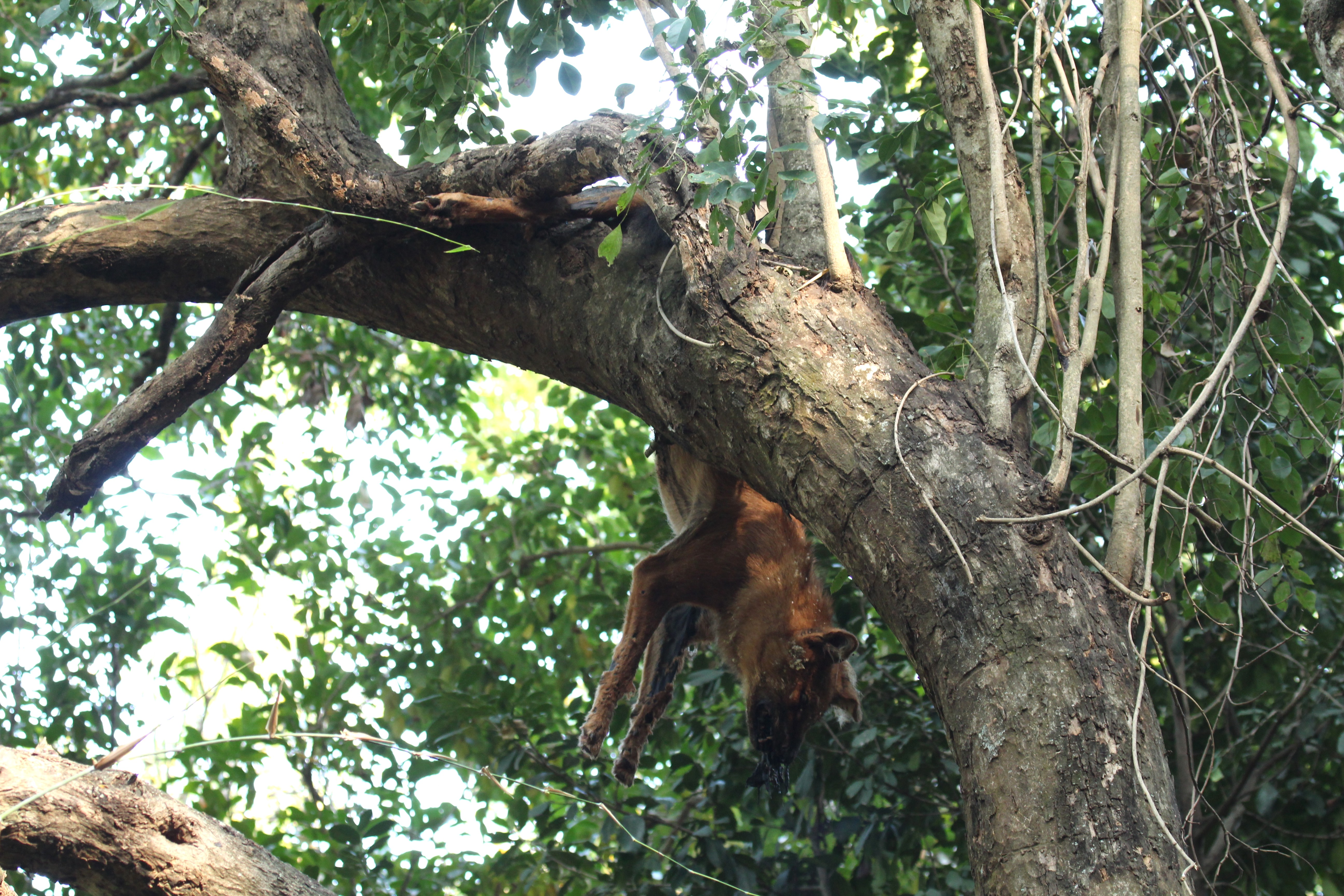
Dhole abatido por leopardo.

Uma vez que os leopardos são menores que os tigres, os dholes serão menos receosos em atacá-los. Existem diversos casos em que ambas as espécies travam conflitos mortais. Ocasionalmente, estes atacam leopardos-das-neves, ursos-negros e ursos-preguiça. Ao conflitar com os ursos, estes tendem a atacá-los de forma a evitar que se refugiem em cavernas ou árvores, visando danificar especialmente suas regiões traseiras. É conhecido uma competição com lobos, mas normalmente tendem a associar-se entre si. É sabido de um lobo solitário aliando-se a um par de dholes e mais dois registros de interações amistosas. É conhecido que dholes e cães ferais tendam a se matar constantemente em áreas que as duas espécies se sobrepõe. 